# Stefan Urosz III Deczański
Stefan Urosz III Deczański, serb. Стефан Урош III Дечански lub Stefan Uroš III Dečanski (ur. ok. 1285, zm. 11 listopada 1331) – władca Serbii w latach 1321–1331 (stracił władzę trzy miesiące przed śmiercią). Zwany Deczańskim od miejsca położenia swej zadužbiny, monasteru Visoki Dečani, w którym został pochowany. Syn Stefana II Milutina.

## Wczesne lata
Stefan Urosz III urodził się jako nieślubny syn Stefana Urosza II Milutina w 1276 roku. W 1293 roku został oddany jako zakładnik lojalności króla serbskiego na dwór Nogaja ze Złotej Ordy, gdzie pozostawał do śmierci Nogaja w 1299 roku. Po powrocie ojciec powierzył mu władzę nad księstwem Zety (dziś Czarnogóra). W 1314 roku Stefan Urosz III zbuntował się przeciw ojcu. Został jednak pokonany, schwytany i być może oślepiony. Wygnany z Serbii schronił się wraz z rodziną w Konstantynopolu. Po powrocie w 1320 roku otrzymał od ojca w zarząd Budimlje.

## Rodzina
Stefan Urosz III żenił się dwukrotnie:
- Pierwszy raz z Teodorą, córką cara Bułgarii Smilca. Małżeństwo to zostało zawarte, gdy Stefan Deczański przebywał w niewoli tatarskiej. Stefan Deczański miał z Teodorą dwoje dzieci:
  - Stefana, króla, a potem cara Serbii
  - i Duszicę
- Po raz drugi ożenił się z córką zarządcy Tesaloniki Jana Komnena Paleologa, Marią Paleologiną na przełomie 1325/1326 roku. Z małżeństwa tego urodziło się troje dzieci:
  - Jelena (Lelika)
  - Symeon Urosz
  - i Teodora[1]

## Panowanie
Stefan Urosz II Milutin zmarł nagle w październiku 1321 roku nie rozporządziwszy kto obejmie po nim władzę w państwie. Do sukcesji oprócz Stefana Deczańskiego zgłosili się władający w Zecie, oficjalny następca tronu, „młody król” Konstantyn oraz syn Stefana Dragutina, Stefan Władysław, który po śmierci Milutina zbiegł z niewoli i przy pomocy Węgrów opanował północną część kraju. Stefana Urosza III poparli możnowładcy Raszki zainteresowani kontynuacją ekspansji na południe. Ostatecznie w 1323 roku zaatakował on Zetę i pokonał Konstantyna, który znalazł śmierć w bitwie. W tym samym roku zajął też ziemie Władysława, który prawdopodobnie zbiegł na Węgry.
Po objęciu władzy wmieszał się w wojnę ojca swej macochy Sigismondy, Andronika II, a jego wnukiem Andronikiem III, który po zakończeniu wojny zawarł sojusz z carem bułgarskim Michałem III Szyszmanem, mający na celu powstrzymanie dalszej ekspansji serbskiej w Macedonii. Car Michał wygnał swą pierwszą żonę Annę Nedę, siostrę Stefana Urosza III i poślubił siostrę Andronika III. W decydującej rozgrywce Bizancjum nie wzięło jednak udziału. Losy Macedonii rozstrzygnęła krwawa bitwa pod Webużdem w północno-wschodniej Macedonii rozegrana 28 lipca 1330 roku. W połowie drogi z Sofii do Skopje armia serbska złożona głównie z ciężkozbrojnej konnicy, głównie najemnych rycerzy zachodnioeuropejskich napadła niespodziewanie na założony pod Welbużdem obóz zdążających w stronę Skopje Bułgarów. Serbowie rozbili 12-tysięczną armię bułgarską wspomaganą przez liczące 3000 zbrojnych posiłki wołoskie, tatarskie i osetyńskie. Car zginął, uciekając z pola bitwy.

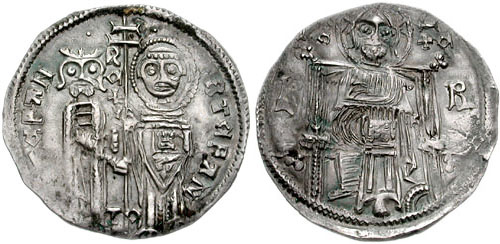
Monety bite przez Stefana Urosza III

Zwycięski Stefan Deczański osadził na tronie swą siostrę Annę Nedę i jej małoletniego syna Iwana Stefana, nie wysuwając roszczeń terytorialnych w stosunku do Bułgarii. Zrezygnował też z kontynuowania wojny z Andronikiem III. Niezadowoleni możnowładcy wynieśli wówczas na tron władającego Zetą syna Stefana Duszana. Zdetronizowanego starego króla uwięziono 8 września 1331 na zamku Zveczan, gdzie następnie został uduszony. Pochowano go w jego zadužbinie w Deczanach (Visoki Dečani) w Metohii, gdzie przez wiele wieków czczono jego zwłoki, nieulegające rozkładowi relikwie „świętego króla”.
Serbska cerkiew prawosławna czci Stefana Deczańskiego jako świętego. Jego święto przypada 24 listopada.
Około 1400 roku Żywot Stefana Deczańskiego napisał Grzegorz Camblak.